# Leptognathia diversa
Leptognathia diversa är en kräftdjursart som beskrevs av Jürgen Sieg 1983. Leptognathia diversa ingår i släktet Leptognathia och familjen Leptognathiidae. Inga underarter finns listade i Catalogue of Life.